# Miejsce dla jednego
Miejsce dla jednego – polski film obyczajowy z 1965 roku.

## Obsada aktorska
- Zygmunt Hübner - dyrektor Nowicki
- Aleksandra Karzyńska - Nowicka
- Stanisław Zaczyk - Horosz
- Maria Ciesielska - Witkowska
- Ludwik Pak - Andrysiak
- Stanisław Michalik - sekretarz Komitetu Zakładowego Brzózko
- Bogdan Baer - sekretarz KP PZPR Sidor
- Wanda Majerówna - Arcimowiczowa
- Leon Pietraszkiewicz - Antos
- Władysław Hańcza - dyrektor Zjednoczenia Rybicki
- Mariusz Dmochowski - prokurator
- Maria Homerska - sekretarka
- Mieczysław Stoor - porucznik MO
- Henryk Bąk - Kalicki
- Bolesław Płotnicki - przewodniczący Rady Zakładowej